# Marcin Panfil
Marcin Panfil (ur. 7 czerwca 1972 w Turku) – polski lekkoatleta, długodystansowiec, trener, nauczyciel WF.
Członek kadry narodowej w latach 1994 – 1995. Jego koronną konkurencją był bieg na 3000 metrów z przeszkodami. Największe sukcesy na arenie krajowej odnosił jednak w biegach przełajowych zajmując na Mistrzostwach Polski piąte (2003) oraz dwukrotnie szóste miejsca (1996, 1998). W ostatnich latach kariery specjalizował się w biegu maratońskim wygrywając dwukrotnie zimowy maraton w holenderskim Apeldoorn (2004, 2005). Starszy brat Łukasza Panfila.

## Rekordy życiowe
Bieg na 1000 metrów – 2:29,74 – Białogard 1999
Bieg na 1500 metrów – 3:46,57 – Wrocław 1996
Bieg na 2000 metrów – 5:14,25 – Wrocław 1998
Bieg na 3000 metrów – 8:10,62 – Wrocław 1998
Bieg na 5000 metrów – 14:10,02 – Kielce 1995
Bieg na 10 000 metrów – 30:06,28 – Zielona Góra – 1999
Bieg na 2000 metrów z przeszkodami – 5:44,11 – Siedlce – 1997
Bieg na 3000 metrów z przeszkodami – 8:46,76 – Sopot – 1996
Półmaraton – 1:06:24 – Września – 2001
Maraton – 2:21:19 – Apeldoorn – 2005